# Hieronymus Köler der Ältere

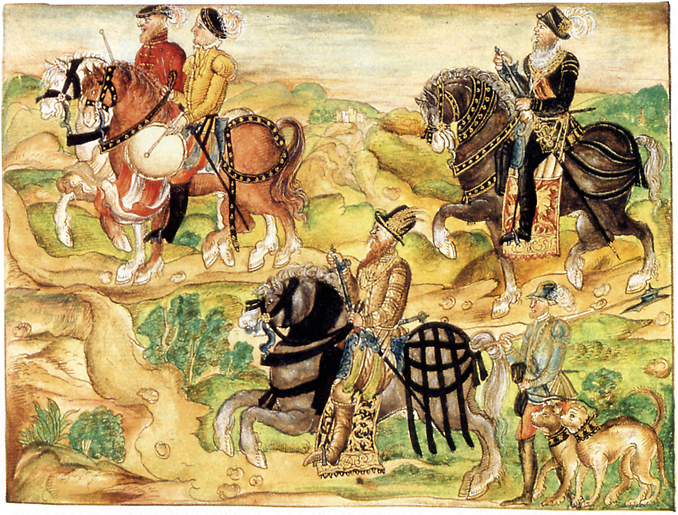
Musterung der Welser-Armada durch Georg Hohermuth von Speyer (rechts) und Philipp von Hutten (Mitte) in San Lúcar de Barrameda. Kolorierte Zeichnung von Hieronymus Köler der Ältere.

Hieronymus Köler der Ältere (* 28. Januar 1507 in Nürnberg; † 31. Januar 1573 ebenda) war ein deutscher Reiseschriftsteller.

## Leben
Hieronymus Köler stammt aus einer seit dem 13. Jahrhundert in Nürnberg ansässigen Familie. Sein Vater Hans Köler (1463–1539) verdiente sich seinen Lebensunterhalt als Gewandschneider und war mit Agnes († 1540), der Tochter des bischöflichen Müntzmeisters Konrad Eber (oder Ebner) aus Salzburg, verheiratet. Seine erste Ausbildung erwarb er ab 1515 an der Lateinschule St. Lorenz in Nürnberg. 1520–1522 ging er als einer der ersten Schreibschüler in die neugegründete Schule von Johann Neudörffer dem Älteren, 1523 als Rechenschüler zu Johann Glück. Er trat 1524 in juristische Dienste am Reichskammergericht und weilte von 1526 bis 1530 wegen Handelsgeschäften in Italien. Bei einem kurzen Studienaufenthalt 1531 an der Universität Wittenberg hörte er Martin Luther predigen und machte sich auch mit Philipp Melanchthon bekannt. Beide hinterließen bei Köler einen tiefen religiösen Eindruck.
Zurückgekehrt nach Nürnberg betätigte er sich als Handlungsgehilfe und absolvierte eine dreijährige Reise, die ihn von Köln über Antwerpen nach Lissabon und Sevilla führte. Für die Welser Handelsgesellschaft sollte er sich an einer Expedition nach Venezuela beteiligen, verzichtete aber, daran teilzunehmen. Stattdessen engagierte er sich bis zu seinem Lebensende in den Diensten der Reichsstadt. Erst war er Bauinspektor, dann Pfleger des Klosters Engelthal, dann Richter in Wöhrd. In Wöhrd beteiligte er sich am Wiederaufbau der Bartholomäuskirche, wurde Oberpfleger in Gostenhof und 1560 Stadtrichter in Nürnberg.
Köler hatte inhaltlich wertvolle Schriften hinterlassen, die einen umfangreichen Einblick in das Leben einer Person aus dem Mittelstand der Reichsstadt bieten. In seinem Kölerschen Familienbuch, das anscheinend nur noch in Germanischen Nationalmuseum und im Britischen Museum in London erhalten ist, bietet er neben genealogischen Angaben zu seiner Person auch Ausführungen zur Mode der damaligen Zeit und hinterlässt zudem viele wertvolle kulturhistorische Details. Besonders interessant scheint seine aus zweiter Hand stammende Interpretation der Welser Expedition nach Venezuela zu sein. Genealogisch wäre anzumerken, dass aus seinen fünf Ehen elf Söhne und sechs Töchter hervorgegangen sind.